# کالدرا کورپوریشن
کالدرا کورپوریشن (انگلیسی: Caldera) شرکت نرم‌افزار آمریکایی است، که در سال ۱۹۹۴ تأسیس شد.